# Margaretha van Pommeren (1518-1569)
Margaretha van Pommeren (mei 1518 - 24 juni 1569) was de oudste dochter van hertog George I van Pommeren bij zijn eerste vrouw Amalia van de Palts.

## Huwelijk en kind
Margaretha trouwde op 9 oktober 1547 met hertog Ernst van Brunswijk-Grubenhagen. Mararetha en Ernst hadden slechts een dochter die de volwassen leeftijd bereikte:
- Elisabeth (14 april 1550 - 11 februari 1586), gehuwd met Johan van Sleeswijk-Holstein-Sonderburg